# Neurolaena macrocephala
Neurolaena macrocephala là một loài thực vật có hoa trong họ Cúc. Loài này được Sch.Bip. ex Hemsl. mô tả khoa học đầu tiên năm 1881.